# NGC 4469
NGC 4469 is een balkspiraalstelsel in het sterrenbeeld Maagd. Het hemelobject werd op 15 april 1784 ontdekt door de Duits-Britse astronoom William Herschel.

## Synoniemen
- UGC 7622
- MCG 2-32-89
- ZWG 70.121
- VCC 1190
- IRAS 12269+0901
- PGC 41164